# Proces proti skupině Lampa Václav a spol.
Proces proti skupině Lampa Václav a spol. proběhl ve dnech 8.–10. července 1952 v  v Liberci v rámci výjezdního zasedání Státního soudu Praha jako součást politických procesů proti odpůrcům komunistického režimu. Státní prokuratura jej vedla jako trestní řízení se členy odbojové skupiny, napojené na kurýra Josefa Zemana.

## Obžalovaní
Odbojová skupina vznikla z popudu agenta-chodce Josefa Zemana na Liberecku a napojení měla na podobnou skupinu Pavla Kašťáka v Podkrkonoší. Na rozdíl od podkrkonošské skupiny, zabývající se spíše logistikou, měla mít Lampova skupina cíle spíše zpravodajské. Členové skupiny byli pomocí agenta-provokatéra pozatýkání ve dvou vlnách, které proběhly v lednu a únoru 1952. Zatčeny byly tyto osoby:
- Josef Plecháč
- Bohuslav Šír
- Václav Lampa
- Marie Zemanová
- Oldřich Vodseďálek
- Jaroslav Dlabola
- Jan Novák
- Ladislav Řehořek
- Jiří Cerman
- Josef Göbl
- Ing. Josef Šádek
- Miroslav Exner

## Složení trestního senátu
- předseda senátu: Karel Bautz
- přísedící: JUDr. Josef Kočí, Zdeněk Čihák
- soudcové z lidu: Adolf Šír, Josef Řezníček
- státní prokurátor:  JUDr. Pavel Barbaš

## Rozsudek a výkon trestu
Členové skupiny byli shledání vinnými z trestných činů velezrady a vyzvědačství. Rozsudkem Státního soudu ze dne 10.6.1952 byli koordinátoři skupiny Josef Plecháč a Bohuslav Šír odsouzeni k doživotním trestům těžkého žaláře. Zbývajícím členům skupiny pak soud vyměřil tresty v rozsahu od deseti do pětadvaceti let těžkého žaláře, sumární výše uložených trestů činila 242 let. Tresty odsouzení vykonávali ve Valdicích a Leopoldově. Trest doživotí byl hlavním aktérům v roce 1955 zmírněn na 25 let těžkého žaláře. Všichni odsouzení byli podmínečně propuštěni v rámci prezidentské amnestie v květnu 1960, plně rehabilitování byli až rozhodnutím Krajského soudu v Hradci Králové ze dne 28. září 1990.